# Treset
Treset je tamnosmeđi do crni organski talog koji nastaje razgradnjom te raspadom mahovina, trave i stabala u vlažnim i močvarnim područjima, akumulacija je djelomično sagnjile vegetacije.  Oblici treseta su močvarno blato, baruština i šume močvarnog tla. Treset se ubire kao važan izvor goriva u pojedinim dijelovima svijeta.
Na Zemlji postoji oko 4 bilijuna m³ treseta, koji pokriva oko 2% Zemljine površine (oko 3,000.000 km ²), i sadrži oko 8.000,000.000 teradžula energije

## Nalazišta
Naslage treseta nalaze se na mnogim mjestima širom svijeta. Znatna nalazišta postoje u zemljama s umjerenom i hladnom klimom, kao što su Irska, Rusija, Bjelorusija, Ukrajina, Finska, Estonija, Škotska, Poljska, sjeverna Njemačka, Nizozemska, zemlje Skandinavije i Kanada te savezne države Michigan, Minnesota i Florida u Sjedinjenim Američkim Državama. Na južnoj polutci velika su nalazišta na Novom Zelandu, u južnoj Patagoniji i na Falklandskim otocima.
Oko 60% svjetskih močvarnih područja je treset. Oko 7% od ukupnih nalazišta treseta iskorištava se za poljoprivredu i šumarstvo. U odgovarajućim uvjetima treset će se pretvoriti u ugljen lignit tijekom geološkog vremenskog razdoblja.

## Stvaranje
Treset nastaje kada biljni materijal, obično u močvarnim područjima, ne može truliti djelovanjem kiseline u anaerobnim uvjetima. Sastoji se uglavnom od močvarnog raslinja: drveća, trava, gljiva, kao i drugih vrsta organskih ostataka, kao što su insekti i životinjski ostatci. Pod određenim je uvjetima raspad (dekomponzicija) tog biljnog materijala zbog nedostatka kisika je spriječen (inhibiran), što koristi arheolozima jer se u takvim uvjetima organski ostaci mumificiraju prirodnim putem i ostaju sačuvani. 
Sloj treseta raste, a stupanj razgradnje (ili humifikacije, odnosno stvaranja humusa) ovisi prvenstveno o njegovu sastavu i stupnju natopljenosti vodom. Treset formiran u vrlo mokrim uvjetima akumulira se mnogo brže i manje je dekomponiran (razložen, raspadnut) nego onaj koji se stvara na sušim mjestima. To omogućava klimatolozima da koriste treset kao pokazatelj klimatskih promjena. Sastav treseta se također može koristiti za rekonstrukciju drevnih ekologija ispitivanjem vrste i količine organskih sastojaka u njemu.
Pod određenim uvjetima, treset je najraniji stupanj stvaranja ugljena. 
Većina modernih tresetišta formirano je na visokim geografskim širinama nakon povlačenja ledenjaka na kraju posljednjeg ledenog doba prije otprilike 9000 godina. Obično rastu vrlo polako, po stopi od oko milimetra na godinu.
Treset se formirao tijekom 360 milijuna godina, a sadrži 550 Gt ugljika.

## Svojstva i primjena treseta
Treset je mekan i lako se komprimira (stisne, stlači). Pod pritiskom voda izlazi iz treseta. Nakon sušenja treset se može koristiti kao gorivo. U nekim zemljama treset je industrijski važan izvor energije, primjerice u Irskoj i Finskoj, gdje se ubire na industrijskoj razini. U mnogim zemljama, uključujući Irsku i Škotsku, gdje su stabla rijetka, treset je tradicionalno korišten za kuhanje i grijanje u domaćinstvima. Hrpe treseta iskopanog iz močvarnog tla još se mogu vidjeti kako se suše u ruralnim područjima.
Izolacijska svojstva treseta korisna su u industriji. 
Zapaljeni treset koristi se za sušenje sladnog ječma u destilerijama škotskog viskija. To daje škotskom viskiju prepoznatljiv okus po dimu.
Iako ljudi uvelike koriste treset, s vremena na vrijeme on izaziva ozbiljne probleme. Kada se osuši, on predstavlja veliki rizik od šumskih požara jer zapaljeni treset može gorjeti jako dugo. Treset se čak može zapaliti ispod tla, upalivši se nakon zime, pod uvjetom da do njega dopire kisik. Nalazišta (depoziti) treseta također uzrokuju velike nevolje graditeljima različitih objekata, cesta i željeznice, jer se jako deformiraju čak i pod relativno malim opterećenjima. 
Močvarna tresetišta su imala značajnu ritualnu ulogu u brončanom i željeznom jer su tadašnji ljudi smatrali (ili barem povezivali) tresetište s domom bogova prirode ili duhova. Tijela žrtava obrednoga žrtvovanja nađena su na brojnim lokacijama u Engleskoj, Irskoj i osobito sjevernoj Njemačkoj i Danskoj, čak gotovo savršeno očuvana zbog uranjanja u vodu s kiselinom (vidi Tollund Man, jedan od najpoznatijih primjera takvih močvarnih tijela).
Nekad su tresetišta imala značaj i u metalurgiji. Tijekom srednjeg vijeka tresetišta su bila glavni izvor željeza od treseta, koje su Vikinzi koristili za izradu mačeva i oklopa.
Mnoga močvarna tresetišta diljem obale Malezije služe kao prirodno sredstvo za ublažavanje poplava i kao prirodna ustava vodenog vala pri čemu svaki preljev vode apsorbirati treset. No ovo je djelotvorno samo ako postoje šume jer one sprečavaju požare tresetišta.

### U Irskoj
U Irskoj se treset puno koristi u domaćinstvima i industriji. U Republici Irskoj tvrtka Bord na Móna, koja je u državnom vlasništvu, odgovorna je za upravljanje proizvodnjom treseta. Ona proizvodi mljeveni treset koji se koristi u elektranama. Također prodaje gorivo od treseta u obliku briketa koji se koriste za grijanje u kućanstvima. To su duguljasti štapići gusto komprimiranog, suhog treseta. Briketi uglavnom gore bez dima u kućnim kaminima i pećima te su u širokoj uporabi u irskim domovima i gradovima, gdje je zabranjeno koristiti ugljen koji se puno dimi. Isušene tresetske ledine vrlo se često iskorištavaju u ruralnim područjima. 

### U Finskoj
Klima, zemljopisni položaj i okoliš u Finskoj pogoduju korištenju treseta. Treset je dostupan u znatnim količinama. Neke procjene govore da je količina treseta samo u Finskoj i dvaput veća od rezervi nafte u Sjevernom moru . Ovaj obilan izvor (često pomiješan s drvom) koristi se za proizvodnju električne i toplinske energije. Treset osigurava 6.2% finske godišnje proizvodnje energije. Udio treseta u emisiji stakleničkih plinova u Finskoj može prijeći količinu od 10 milijuna tona ugljičnog dioksida, jednako ukupnoj emisiji koju stvaraju sva putnička vozila u Finskoj.
Finska svrstava treset u sporo obnovljivo gorivo biomase, a taj je stav preuzela i Europska unija. Međuvladin panel o klimatskim promjenama zauzeo je stav da treset nije fosilno gorivo. Proizvođači treseta u Finskoj često ističu da je treset specijalni oblik biogoriva, zbog relativno brzog ponovnog uspostavljanja razine oslobođenog CO2, ako močvarna tresetišta ne budu pošumljena idućih 100 godina. Također, tresetišta koja su isušena poljoprivredom i sječom šuma aktivno oslobađaju više CO2 godišnje nego što ga oslobađa proizvodnja energije od treseta u Finskoj. Obnova samo jednog tresetišta izuzetno je spora, traje od 1,000 do 5,000 godina. Nadalje, uobičajena je praksa da šume koriste tresetišta umjesto da im se pruži šansa da se obnove, što vodi nižim razinama zaliha CO2 nego u originalnim tresetištima.
U 106 g CO2/MJ, emisije ugljičnog dioksida od treseta su više nego od ugljena (za 94.6 g CO2/MJ) i prirodnog plina (za 56.1) (IPCC). Prema jednoj studiji, povećavajući količinu drva u mješavini goriva sa sadašnjih 2.6% na 12.5% smanjila bi emisiju na 93 g CO2/MJ, a treba samo malo napora da se to napravi.
Neki konzervatori treset su vidjeli kao glavnu prijetnju močvarnoj bioraznolikosti u Finskoj. Međunarodna grupacija za očuvanje močvara (IMCG) u 2006. je pozvala lokalnu i nacionalnu vladu Finske na zaštitu i konzerviranje ostataka davnog tresetskog ekosistema. To uključuje prestanak odvodnje i isušivanja tresetišta u netaknutim močvarnim područjima i napuštanje sadašnjih i planiranih izvlačenja podzemnih voda koje mogu utjecati na ova područja.

### U Rusiji
U 1960-tim godinama velika su močvarna područja u zapadnoj Rusiji isušena kako bi se na njima mogla razviti poljoprivredna proizvodnja te za vađenje treseta za rudarstvo.  U tijeku su planovi za povećanje vađenja treseta i povećanje doprinosa treseta ukupnoj proizvodnji energije u Rusiji. Međutim, postoji bojazan o utjecaju tresetišta na okoliš jer se zna da su polja treseta lako zapaljiva, da dreniranje degradira ekosustav i da gorenje treseta oslobađa ugljični dioksid. Veliki požari dogodili su se u 2002. i 2010. godini upravo na tim područjima.

## Biološki učinci treseta

### Uporaba u poljoprivredi
Treset je važan za seljake i vrtlare, koji ga miješaju u tlo da poprave njegovu strukturu i da mu povećaju kiselost. Najvažnije svojstvo treseta je zadržavanje vlage tla kad je suho i sprečavanje viška vode da ošteti korijenje kad je mokro. Treset može pohraniti hranjive tvari čak iako sam nije plodan.
Treset je važna sirovina u hortikulturi. Međutim preporučuje ga se prethodno termički tretirati kako bi se uništila jajašca štetočina.

### Slatkovodni akvariji
Treset se ponekad koristi u slatkovodnim akvarijima, najčešće s mekanom vodom ili riječnim sustavima crnih voda, poput onih koji oponašaju rijeku Amazonu. Mekane je teksture i zato je pogodan za vrste riba koje se drže dna, kao što je Corydorasov som, a ima i druge korisne funkcije u slatkovodnom akvariju. Treset omekšava vodu te djeluje kao ionski izmjenjivač, također sadrži tvari koje su korisne za biljke i za reproduktivno zdravlje riba. Treset čak može spriječiti rast algi i mikroorganizama. Često boji vodu u žutu ili smeđu boju zbog ispiranja tanina.

### Filtriranje vode
Treset se koristi za filtriranje vode kao što je tretiranje septičkih jama i otpadnih voda, za otjecanje u urbanim sredinama.

### Balneologija
Treset se uvelike koristi u balneologiji (znanost o medicinskoj primjeni prirodnih mineralnih voda u liječenju). Mnogi tradicionalni spa tretmani uključuju treset kao dio peloida. Takvi zdravstveni tretmani imaju vrlo dugu tradiciju u Europi, osobito u Češkoj, Njemačkoj i Austriji. Neke od tih toplica (wellness tretmana u toplicama) traju od 18. stoljeća pa sve do danas. Najčešći tipovi primjene treseta u balneološkoj terapiji je tresetsko blato, topli oblozi i suspenzijske kupke.

## Vanjske poveznice
- PRIMARNA ENERGIJA  Arhivirana inačica izvorne stranice od 22. veljače 2011. (Wayback Machine)- Članak o primarnoj energiji sa stranice Fakulteta strojarstva i brodogradnje u Zagrebu.
- wikiOsnoveEnergetike  Arhivirana inačica izvorne stranice od 19. veljače 2011. (Wayback Machine)- wikiOsnoveEnergetike s Fakulteta strojarstva i brodogradnje u Zagrebu.
- Osnove energetike  Arhivirana inačica izvorne stranice od 22. veljače 2011. (Wayback Machine)- Digitalni udžbenik Osnove energetike Fakulteta strojarstva i brodogradnje u Zagrebu.